# Batalha do Metauro
A Batalha do Metauro, travada em 207 a.C., perto do rio Metauro, na península Itálica (moderna província de Marcas), foi uma batalha da Segunda Guerra Púnica, na qual o comandante cartaginês Asdrúbal, irmão de Aníbal, foi derrotado e morto pelos exércitos romanos combinados dos cônsules Marco Lívio Salinador e Caio Cláudio Nero.

## Antecedentes
No outono do ano 208 a.C., Asdrúbal levou suas tropas pela Gália, tendo escapado dos romanos na Península Ibérica oriental seguindo os vales altos do rio Tejo e do rio Ebro. A fama subsequente de Cipião Africano parece ter obscurecido o fato de que ele deixara Asdrúbal escapar depois da Batalha de Bécula e, em consequência, permitiu que seu país ficasse mais exposto ao perigo do que em qualquer outra ocasião desde que Aníbal cruzara os Alpes.
Citando O'Connor Morris: "Ele deve ter sabido — pois os rumores haviam se espalhado aos quatro ventos — que o objetivo de Asdrúbal era deixar a Península Ibérica e cooperar com seu irmão na península Itálica: o primeiro objetivo do general romano, consequentemente, deve ter sido certificar-se de que Asdrúbal não o enganaria; se não estava suficientemente forte para atacar o inimigo, certamente deveria ter encalçado seu avanço para os Pirenéus e não tê-lo deixado chegar à Gália intacto e sem ser vigiado. Ele não fez nada parecido; cometeu um imenso engano e simplesmente não é verdade que tenha sido obrigado a confrontar os cartagineses com grande força no Ebro, pois Magão Barca e Asdrúbal Giscão, quando Asdrúbal partiu, deslocaram-se, o primeiro para as ilhas Baleares e o outro para a Lusitânia, a centenas de milhas distante; eles eram claramente incapazes de enfrentar os romanos na Península Ibérica".

## A marcha pela Gália e a travessia dos Alpes
É uma infelicidade que nossos estudiosos antigos não tenham comentado mais aprofundadamente essa marcha feita por Asdrúbal, a segunda maior realizada pela "ninhada do leão", os filhos de Amílcar Barca, que por tanto tempo ameaçaram e aterrorizaram Roma. Foi uma jornada épica digna de seu irmão. Escapando de Cipião Africano , deixou os romanos vigiando em vão os desfiladeiros dos Pirenéus enquanto ele, a sua infantaria cartaginesa, seus aliados ibéricos, a cavalaria númida e os laboriosos elefantes africanos moviam-se a oeste, passando pela baía de Biscaia e o grande oceano acinzentado que poucos homens mediterrâneos jamais haviam visto. Antes de partir para a Gália reuniu-se com Magão Barca, e este seu irmão mais jovem foi para as ilhas Baleares a fim de levantar uma força daqueles formidáveis fundeiros que mais tarde cruzariam o mar rumo à península Itálica. Os três filhos de Amílcar Barca, assim foi planejado, iriam então encontrar-se pela primeira vez em muitos anos e executar a vingança sobre Roma que os votos feitos ao seu pai e aos enfumaçados altares de Cartago havia muito demandavam.
Aníbal e Asdrúbal sabiam que, com sua situação em declínio na Península Ibérica, o ano de 207 a.C. deveria ser decisivo na guerra contra Roma. Somente pela união de seus exércitos e a total derrota dos romanos — algo mais devastador até mesmo do que em Canas (216 a.C.) — poderia ser atingido o objetivo da longa guerra. Desde o início, o grande empreendimento iria mostrar-se arriscado e, numa posterior reflexão, quase impossível. Comandando o centro da península Itálica, os romanos tinham o benefício de linhas internas de comunicação e eram capazes de posicionar suas forças de modo que uma parte mantivesse os olhos sobre Aníbal ao sul enquanto a outra vigiasse o norte e a esperada chegada de Asdrúbal. Naqueles dias de comunicações primitivas, o grande obstáculo entre os dois irmãos era a extensão territorial da península.
Asdrúbal invernou na Gália, bem ao oeste, onde não havia qualquer amigo de Roma ou de Massília, e então provavelmente cruzou o rio Ródano comodamente acima, perto de Lugduno. Embora não fosse segredo que Asdrúbal pretendia reunir-se ao seu irmão na península  Itálica, nenhuma tentativa, em qualquer caso, poderia ser feita para detê-lo, uma vez que ele tivesse cruzado os Pirenéus e penetrado na Gália. Massília estava distante e os chefes gauleses estavam, como nunca, hostis a Roma. Segundo Lívio, apesar de Asdrúbal ter escapado da Batalha de Bécula com não mais do que quinze mil homens é provável que ele tenha chegado aos Alpes com quase o dobro desse número. Aníbal, bem distante, ao sul, devia ser capaz de reunir um exército de quarenta a cinquenta mil homens, a maioria, porém, de tropas de qualidade bem baixa.
Na primavera de 207 a.C., assim que a neve derreteu, Asdrúbal partiu: ele não demorou nem um pouco, como seu irmão havia feito, e nem aparentemente foi incomodado por tribos hostis. Cruzando o território dos arvernos seguiu provavelmente o curso do rio Isère e quase certamente não tomou a difícil rota seguida por Aníbal. Tanto Lívio quanto Apiano afirmam que ele o fez, mas parece muito improvável, uma vez que a bacia do Isère segue pelo passo do Monte Cenis e o historiador romano Varrão parece, sem dúvida, descrever o desfiladeiro de Asdrúbal como sendo distinto do de Aníbal, e ao norte dele. O passo do Monte Cenis corresponde perfeitamente à descrição, e a ideia de que Asdrúbal tenha seguido as pegadas do irmão não é mais do que metáfora. Em todo caso, como Lívio aponta, as tribos alpinas que antes pensaram ter Aníbal intenções quanto ao seu pobre território já haviam tomado conhecimento da "Guerra Púnica, devido à qual a Itália estivera em chamas por onze anos, e perceberam que os Alpes não eram mais do que uma rota entre duas poderosíssimas cidades em guerra uma com a outra (…)". Logo, não havia motivos para atacarem os cartagineses em marcha, nem enganá-los com informações que poderiam levá-los a altos e traiçoeiros desfiladeiros. Asdrúbal rumou para a península Itálica no tempo exato de um ano, com uma segurança que se traduz pelo fato de nenhum contratempo ter sido atribuído à sua expedição.
Os romanos estavam bem cientes de que aquele ano era crucial. A república fortaleceu-se e, sem dúvida, revestiu-se de tão nobre disposição que, mesmo após gerações, isso foi rememorado como inspiração. Embora a notícia de que Asdrúbal estava em marcha tenha produzido cenas em Roma remanescentes do pânico inspirado por Aníbal nos primeiros estágios da guerra, o senado nunca hesitou em tomar medidas sábias e sensíveis para defender o Estado. Os homens já estavam então acostumados com a guerra, enrijecidos e treinados a ponto de enfrentarem todas as vicissitudes. Em alguns aspectos, também poderiam confortar-se com a situação geral: Cornélio Cipião (futuro "Africano"), indubitavelmente, obtivera a vantagem na Península Ibérica; não havia ameaça na Sardenha, e a guerra na Sicília havia finalizado satisfatoriamente. O aliado de Aníbal, Filipe V da Macedônia, permanecia na defensiva na Grécia e preparava-se para negociar a paz; por todo o Mar Mediterrâneo, a marinha romana navegava triunfante.
Os aliados romanos farejaram a mudança dos ventos e aqueles que antes haviam se mostrado covardes ou traiçoeiros agora tinham aprendido a lição. Logo, era com alguma confiança que, a despeito da dupla ameaça de Aníbal e Asdrúbal, os romanos encaravam aquele ano. Prova disso, e de seu poderio humano disponível, é dada pelo fato de que não menos de vinte e três legiões tinham sido recrutadas. Dessas, somente oito foram requisitadas para serviço fora do país: duas na Sicília, duas na Sardenha e quatro na Península Ibérica. As quinze restantes ficaram todas na Itália, representando setenta e cinco mil cidadãos romanos aos quais se somava uma igual quantidade de aliados. Não é surpresa, contudo, Lívio observar que o número de jovens aptos para o serviço estivesse começando a decair.
Mais difícil do que reunir tropas era encontrar homens para comandá-las. Fábio Máximo estava agora muito velho e Marco Cláudio Marcelo, a "Espada de Roma", morto. As perdas sofridas através dos anos, particularmente em Canas, eram por demais perceptíveis nas fileiras dos líderes de Roma. Após muito debate, Caio Cláudio Nero e Marco Lívio Salinador foram finalmente eleitos cônsules, o primeiro assumindo o comando do exército do sul, de frente para Aníbal em Venúsia, e o segundo, o comando do exército do norte, em Sena Gálica, na costa adriática. Quinto Fúlvio Flaco, vitorioso em Cápua, apoiou Nero com um exército em Brúcio, e um outro exército estava em Taranto. No norte, o pretor Lúcio Pórcio Lícino comandava um exército na Gália Cisalpina, enquanto Caio Terêncio Varrão (ainda popular junto ao povo, apesar da derrota em Canas) comandava a instável região da Etrúria.

## Asdrúbal ruma ao sul

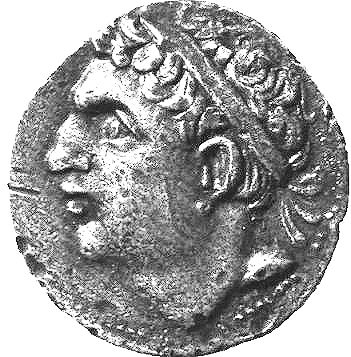
Moeda de Asdrúbal.

No começo daquela primavera, Asdrúbal rumou para o sul, quase certamente antes do esperado. Se o exército que ele trouxe consigo da Península Ibérica não estava exausto como o de Aníbal, nem necessitando do mesmo tempo para descanso, também não era da mesma qualidade nem tão forte quanto o que havia causado tanto estrago aos romanos, a soberba cavalaria da África do Norte.
Mesmo assim, reforçado por vários milhares de lígures que haviam se juntado a ele e agitando uma vez mais o espírito rebelde dos gauleses cisalpinos, Asdrúbal movia-se como uma tenebrosa nuvem de tempestade pela terra da península. Cruzando o rio Pó e transpondo o desfiladeiro de Estradela, marchou contra Placência. Ali hesitou e perdeu tempo, demorando para sitiar a colônia fiel aos romanos que fechara os portões diante dele, tendo notado que, como Aníbal, ele não possuía equipamentos para executar um sítio.
Asdrúbal tem sido criticado por alguns historiadores por se demorar em Placência em vez de contorná-la e marchar adiante para se encontrar com seu irmão antes que os romanos pudessem concentrar todas as suas forças. Contudo, Placência parecia ser uma guarnição forte demais para deixar em sua retaguarda e que — talvez ainda mais importante — as tribos gaulesas locais demoraram para vir em seu favor. Ele precisava esperar até que número suficiente de lígures tivesse se juntado a ele e tantos gauleses quantos possíveis tivessem sido recrutados. Finalmente desviando de Placência, Asdrúbal marchou pelo caminho de Arímino (atual Rimini) rumo à costa oriental. Pórcio, que não tinha tropas suficientes para resistir a ele, retirou-se. Tais foram os lances iniciais daquela primavera no norte.
Aníbal, que tinha passado o inverno na Apúlia como de costume, foi primeiro para a Lucânia para levantar mais tropas e então voltou para a sua fortificação em Brúcio, sem dúvida para obter a maior quantidade possível de reservas dessa região, fiel à sua causa desde muito tempo. De acordo com Lívio, as tropas romanas de Taranto caíram sobre suas tropas recém-alistadas em marcha, em no combate que se seguiu, ele perdeu quatro mil homens, com os sobrecarregados cartagineses sendo mortos pelos legionários livres de carga.
Enquanto isso, o cônsul Cláudio Nero, com um exército de quarenta e dois mil e quinhentos homens, deslocava-se de Venúsia para barrar a marcha de Aníbal de Brúcio para a Lucânia. "Aníbal esperava", diz Lívio, "recuperar as cidades que haviam sucumbido pelo medo aos romanos", mas também tinha que marchar para o norte de modo a encontrar-se com o irmão. A confusão dos movimentos cartagineses se devia às comunicações primitivas da época: Aníbal nada mais sabia além de que Asdrúbal deveria, naquela altura, ter cruzado os Alpes, e Asdrúbal, que já se encontrava na península Itálica, não sabia nada além de que Aníbal estava em algum lugar ao sul. Os romanos, por outro lado, trabalhando com suas linhas interiores de comunicações e sistemas de suprimentos, achavam-se numa posição admirável para manter os dois inimigos separados e atacá-los um por vez com suas forças superiores.

## O enfrentamento de Nero e Aníbal
Em Grumento, na Lucânia, os exércitos de Nero e Aníbal se enfrentaram pela primeira vez, algo notável pelo fato de que o cônsul romano, "imitando as artimanhas de seu inimigo", escondeu parte de suas tropas atrás de uma colina de modo a cair sobre a retaguarda cartaginesa no momento adequado do confronto. A Batalha de Grumento não parece ter sido um combate decisivo, pois, ao invés de retroceder, Aníbal continuou sua marcha para o norte em direção a Canúsio, na Apúlia, e é significativo que Nero, enquanto o perseguia, era incapaz de impedir que ele se movimentasse quando e como lhe conviesse.
Aníbal, nessa conjuntura, naturalmente estava mais do que ansioso para fazer contato com seu irmão. Este último tinha agora chegado a Arímino e pretendia rumar para Nárnia, na Úmbria, vindo pela Via Flamínia ao longo da costa do Adriático. Era essencial que essa informação alcançasse Aníbal o mais rápido possível, de modo que este pudesse dirigir-se para o norte e os dois exércitos se reunissem na batalha que decidiria o destino de Roma. Seis cavaleiros, quatro gauleses e dois númidas foram escolhidos para cavalgarem através da península Itálica, ocupada pelos romanos e suas tropas aliadas, a fim de levaram as notícias da chegada de Asdrúbal ao seu irmão e informá-lo sobre o encontro desejado. Poder-se-ia pensar que tal informação seria transmitida através de simples mensagem verbal facilmente memorizada pelos cavaleiros. Mas Asdrúbal parece ter escrito uma ou mais cartas — despachos, na verdade, que continham não apenas a posição de seu próprio exército no momento e a solicitação para que Aníbal o encontrasse em Nárnia, mas possivelmente a composição completa de seu exército.

## Marcha de Nero para o norte
O conteúdo da carta de Asdrúbal para seu irmão jamais foi descoberto, nem apresentado para historiadores subsequentes; logo, nada mais é do que conjectura. Permanece o fato de que, quando no devido curso, a informação caiu em mãos romanas e foi suficiente para capacitá-los a marchar com sucesso contra Asdrúbal. Códigos certamente existiam naqueles tempos, mas ainda assim parece que Asdrúbal transmitiu a informação num cartaginês corriqueiro — algo que foi facilmente traduzido, tendo o cartaginês sido por muito tempo uma das línguas mais utilizadas no comércio do Mediterrâneo.
Os mensageiros alcançaram a primeira parte de sua missão com sucesso, passando bem pelo meio da península Itálica central sem colidirem com os exércitos que se deslocavam por toda parte na defesa da República. Então, o desastre abateu-se sobre eles. Ignorando os movimentos de Aníbal, foram para o sul da Apúlia, sendo interceptados na região de Taranto (Aníbal, naquele momento, estava mais abaixo, em Brúcio, e é inacreditável que seu irmão não soubesse que a própria Taranto há muito havia caído em mãos romanas). Então, naquele instante, o imprevisível acaso da sorte entrou em ação. A carta de Asdrúbal foi imediatamente transmitida a Cláudio Nero, que agiu com grande decisão e rapidez. Passando a informação para o Senado, aconselhou que se fechassem as estradas para Nárnia, que fossem convocados todos os homens disponíveis e que a legião estacionada em Cápua retornasse. Nero, embora tivesse fracassado anteriormente contra Asdrúbal, na Península Ibérica, certamente reconheceu que ele era o mais vulnerável dos dois irmãos e o que, no momento, representava maior ameaça a Roma. Sem esperar que o Senado ratificasse sua decisão de ação, resolveu deixar seu exército onde estava, bloqueando Aníbal, e levar uma força selecionada para o norte de modo a reforçar Lívio Salinador e Pórcio Lícino. Seu segundo-em-comando, Cássio, assumiu o comando dos trinta mil homens deixados para deter Aníbal, enquanto Nero, na calada da noite, levava seis mil legionários e mil cavaleiros em uma marcha forçada rumo ao norte.
Sua ação foi brilhante, mostrando todas as características de um homem que aprendera com Aníbal que o arrojo e a decisão frequentemente conquistam grandes batalhas. Ele já havia demonstrado um pouco dessas qualidades em seu prévio combate com Aníbal, mas agora, agindo totalmente contrário a todas as convenções romanas (deixando seu posto designado como cônsul) lançou-se à estrada com seu seleto grupo. Cavaleiros foram enviados à frente das colunas em marcha para avisarem a todas as aldeias e cidades pelo caminho para terem comida, água e tudo o mais preparado para os homens dos quais dependia a vida ou morte da república. Lívio faz um vivo relato daquela famosa marcha: "(…) Eles iam por toda parte marchando entre fileiras de homens e mulheres que surgiram das fazendas, de todos os lados, e entre seus votos e orações e palavras de louvor (…) Eles competiam uns com os outros em seus convites e ofertas e insistiam para que dispusessem do que quer que desejassem, comida e animais". Os homens marcharam dia e noite, com as armas empilhadas em carroças que os acompanhavam, enquanto mensageiros corriam até Lívio Salinador para dizer-lhe que seu companheiro cônsul estava a caminho para juntar-se a ele.
Asdrúbal, supondo que sua carta já teria a essa altura chegado até Aníbal e que este apressava-se a encontrá-lo, ficou diante do exército de Marco Lívio e Pórcio Lícino. Os romanos não tinham mostrado, até então, qualquer sinal de que desejassem um confronto, e Asdrúbal, sem dúvida, pensou que, quanto mais sustentasse sua posição, mais tempo seria dado para que Aníbal viesse por detrás do inimigo e o pegasse pela retaguarda. Ele cruzara o rio Metauro e, então, dirigira-se para o sul, em direção ao pequeno rio Sena que ficava entre a sua posição e a dos romanos, distante apenas cerca de meia milha. A região fazia parte da planície da Úmbria e, embora mais coberta de arbustos e árvores do que hoje em dia, era um bom campo de campanha. O Metauro, naqueles dias em que os Apeninos eram cobertos de árvores, seria provavelmente um rio bem maior do que é hoje, e as ribanceiras e colinas que se projetavam pelo lado norte indubitavelmente mais do que um obstáculo. Cláudio Nero, segundo se diz, alcançou seu companheiro cônsul após somente sete dias de marcha, numa média de trinta milhas romanas por dia — algo que, mesmo com toda a ajuda durante o caminho, parece pouco provável. Certamente, moveu-se com fantástica rapidez, tão rápido quanto Aníbal em algumas de suas marchas forçadas, e estava em plena região de batalha muito antes que qualquer notícia de sua aproximação pudesse tê-lo precedido. Esperando até que a noite caísse, sem que o vissem, Nero reuniu-se a Lívio Salinador, ele e suas tropas compartilhando das tendas dos soldados já agrupados ali. Quando amanheceu, não existia qualquer evidência, através de tendas armadas recentemente, de que o exército romano tivesse sido aumentado.
No dia seguinte, um conselho de guerra foi realizado, estando o pretor, Pórcio Lícino, presente com os dois cônsules. Lívio registra que "muitas das opiniões inclinavam-se na direção de protelar o momento da batalha até que Nero tivesse as suas tropas restabelecidas, já que estavam cansadas pela marcha e falta de sono e, ao mesmo tempo, uns poucos dias deveriam ser dedicados para se inteirarem do inimigo". Nero, porém, fez-se irredutível: estava determinado a atacar imediatamente, alegando que "seu plano, cujo rápido movimento tinha tornado seguro" não poderia ser anulado por qualquer demora. Ele estava ciente de que Aníbal descobriria sua ausência em seu próprio exército e atacaria. Se Aníbal ao menos conseguisse novamente uma de suas incríveis vitórias, ele certamente seguiria a rota de Nero para o norte, e o exército romano se acharia colhido entre os dois irmãos cartagineses. Lívio Salinador, um tanto relutante, concordou, e as forças romanas começaram a se preparar para a batalha.
Enquanto as tropas cartaginesas também começavam a se mover nos seus lugares — estando ambos os exércitos oponentes a não mais do que meia milha um do outro — Asdrúbal decidiu dar uma última olhada nas posições romanas. Lívio escreve que "cavalgando à frente dos estandartes com uns poucos cavaleiros, observou entre o inimigo velhos escudos que não vira antes e cavalos muito desgastados; também achou sua quantidade maior do que o usual. Suspeitando de que algo havia acontecido, deu prontamente o toque de reunir e enviou homens para o rio do qual os romanos obtinham seu abastecimento de água, para que alguns romanos ali capturados fossem examinados para se saber se estavam mais queimados pelo sol devido a uma marcha recente". Ao mesmo tempo, enviou cavaleiros para rondarem os acampamentos romanos e verificarem se os trabalhos de terra haviam sido aumentados ou se novas tendas haviam sido erigidas. Enganados pelo subterfúgio de Nero de que nenhuma mudança deveria ser feita e que seus homens fossem alojados com os que já estavam ali, reportaram a Asdrúbal que tudo estava como antes. Entretanto, haviam notado algo incomum — quando as ordens foram dadas por trombeta, uma tinha soado como de costume no acampamento do pretor mas, em lugar de apenas uma soar no acampamento do cônsul Lívio Salinador, duas trombetas distintas foram ouvidas ali. Asdrúbal, familiarizado há anos com as rotinas de seu inimigo romano, deduziu de pronto que isso significava que dois cônsules estavam presentes. Se havia dois cônsules, então possivelmente dois exércitos consulares ou, no mínimo, uma força bastante significativa o aguardava.
A presença do segundo cônsul também sugeria o terrível pensamento de que seu irmão e o exército dele poderiam ter sido derrotados. Os romanos nunca deixariam Aníbal sem a vigilância de um ou outro cônsul se ele ainda estivesse vivo. Asdrúbal sucumbiu ao temor de que tudo pudesse estar perdido no sul. Naquela noite, ordenou que suas tropas se retirassem e ocupou uma nova posição às margens do rio Metauro.
A partir do momento em que Asdrúbal determinou aquele recuo diante do inimigo, tudo com certeza estava perdido para ele. Seus guias nativos desertaram, suas tropas perderam o ânimo e as levas de gauleses — indisciplinados, destreinados e sempre propensos à bebedeira — caíram em total desordem. Confuso na escuridão, desconhecendo o terreno, o exército cartaginês dispersou-se na direção do rio. Se Asdrúbal havia pretendido assegurar uma posição forte na margem norte, seria frustrado pela condição de suas próprias tropas e pelo fato de que os romanos estavam bem nos seus calcanhares. Asdrúbal era um bravo e experiente general, e é improvável que não tivesse futuros planos além de tentar trazer os romanos para a batalha na linha do Metauro.

## A batalha

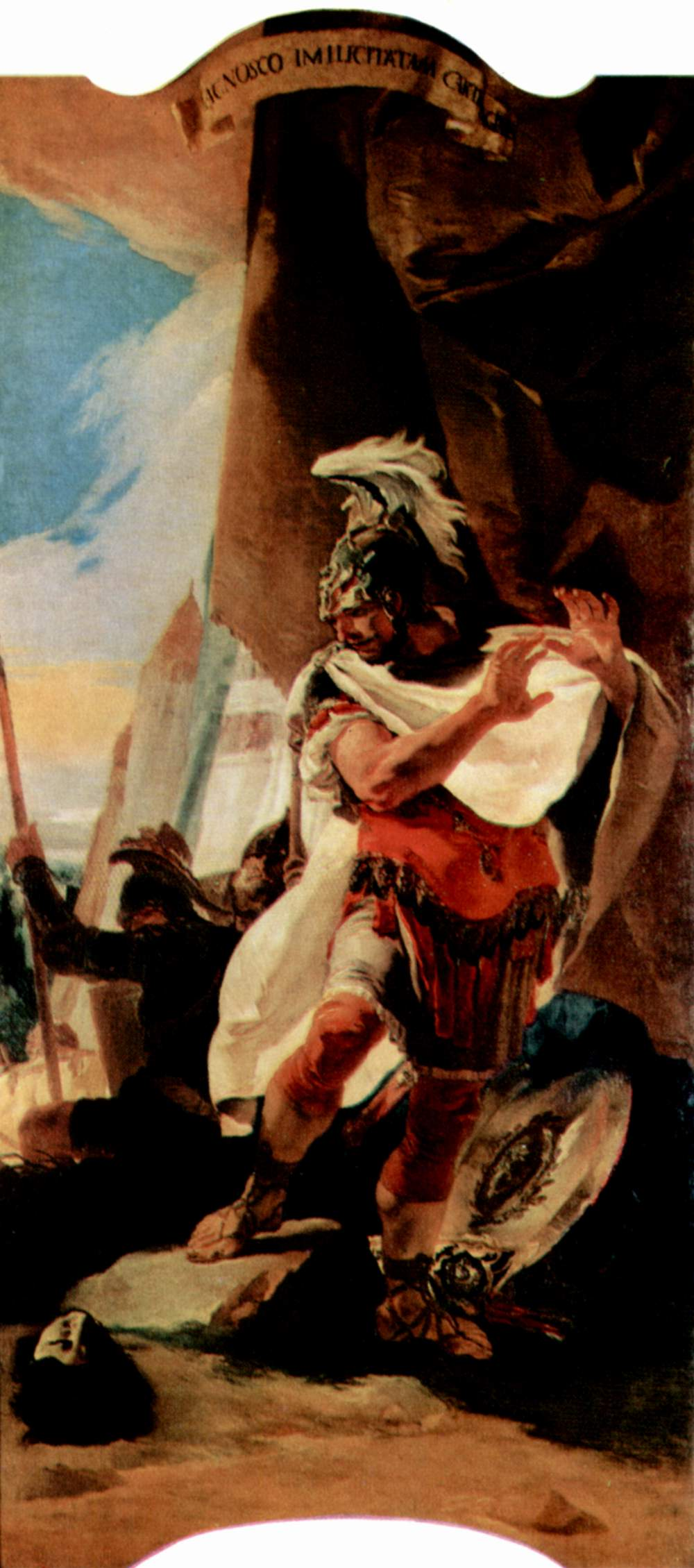
Cabeça de Asdrúbal é atirada aos pés de Aníbal.
1728-30. Por Giovanni Battista Tiepolo, no Museu de História da Arte em Viena.

Dorey e Dudley sugerem que "ele [Asdrúbal] poderia ter marchado a noroeste e então voltado para o vale do rio Pó, mas isso não é muito provável. Ele provavelmente pretendia virar à esquerda em direção a Roma, contornar os exércitos romanos no Sena, alcançar comunidades amistosas na Etrúria e na Úmbria e então descobrir o que havia acontecido com Aníbal".
Cláudio Nero não havia percebido, quando tão astutamente ocultou a presença de suas tropas da vigilância cartaginesa, que a sua própria presença seria denunciada a eles pelo som de uma trombeta, e certamente não podia ter adivinhado que o relato disso faria com que Asdrúbal recuasse. O medo de que Aníbal unisse seu exército com o de seu irmão havia empurrado Nero em sua marcha para o norte, e o medo de que Aníbal estivesse em desgraça precipitava a retirada de Asdrúbal.
Com o amanhecer do dia seguinte, posicionou suas tropas da melhor maneira que pôde na margem sul do Metauro — concentrando suas melhores tropas, os veteranos cartagineses e ibéricos, contra Marco Lívio. Seus embriagados e desmoralizados gauleses foram colocados numa pequena colina, onde ele esperava que eles pudessem conseguir alguma vantagem protetora contra os romanos comandados por Nero à sua direita.
Outras tropas ibéricas e lígures ficaram no centro, onde ele também posicionou seus dez elefantes, esperando que o peso de seu ataque destruísse as tropas de Pórcio Lícino, que comandava ali. Na ocasião, os elefantes mostraram uma suscetibilidade. Os romanos já haviam aprendido que, quando feridos por lanças (as formidáveis pilos), os elefantes se voltavam e corriam furiosamente para dentro das fileiras de seu próprio exército.
A batalha foi acirrada e prolongada à direita de Asdrúbal, onde ele e Marco Lívio se bateram, com os cartagineses, ibéricos e lígures lutando bem e corajosamente. Mas à esquerda, os gauleses, em suas posições protegidas, mal se moveram, e Nero achou difícil atacá-los. No centro os elefantes causaram confusão tanto entre suas próprias tropas quanto entre a dos romanos, e o embate prosseguia sem uma decisão.
Finalmente, Nero, julgando que o real confronto estava na outra ala e que era lá que a batalha seria ganha ou perdida, uma vez mais usou sua iniciativa e agiu completamente contra todas as práticas militares convencionais. Abandonando suas tentativas de desalojar os gauleses, voltou suas tropas por trás da linha de batalha romana e caiu sobre a ala direita cartaginesa. Essa nova carga de vigorosos legionários desabando contra eles fez com que os cansados soldados de Asdrúbal retrocedessem. A batalha subitamente se tornou um aniquilamento. Homens tomados de pânico debatiam-se para cruzar o rio Metauro, enquanto toda a ala direita de Asdrúbal entrava em colapso. Percebendo que estava tudo perdido, o irmão de Aníbal esporou seu cavalo para dentro das linhas romanas e morreu, com a espada na mão — "um gesto heroico", diz Políbio, mas Asdrúbal seria muitíssimo mais valioso à causa cartaginesa vivo. É provável que o desespero que sentiu fosse inspirado não somente por sua derrota, mas também pelo temor que antes o havia levado a recuar seu exército — o medo de que seu irmão estivesse morto em algum lugar no sul da península Itálica.

## Consequências
Lívio fornece o quimérico algarismo de cinquenta e seis mil homens mortos no lado cartaginês (ansioso, talvez, por satisfazer os romanos com uma adequada vingança por Canas), enquanto Políbio relata dez mil. Este último é mais provável por ser mais acurado, pois é duvidoso que Asdrúbal tivesse, em primeiro lugar, mais do que sessenta mil homens, muitos dos quais já haviam desertado, enquanto os gauleses, que mal haviam combatido, bateram em retirada em total segurança. São relatados oito mil romanos mortos. Assim foi a batalha do Metauro, que selou o destino da intenção cartaginesa de derrotar os romanos na terra natal deles. Naquele dia, o equilíbrio de poder no Mediterrâneo alterou-se para sempre.
Nero, que por sua ação na batalha e por seu decidido primeiro movimento para reforçar seu companheiro cônsul, mostrara ser um destacado general, tanto tática quanto estrategicamente, não perdeu tempo agora que tudo estava acabado. Estava bastante seguro de que a principal ameaça a Roma havia passado — o perigo de dois exércitos comandados por dois filhos de Amílcar Barca reunidos em solo italiano. Mas sabia da ameaça, aparentemente permanente, ainda representada por Aníbal no sul. Apressou-se em voltar após a vitória no Metauro e novamente assumiu o comando das legiões na Apúlia. As tropas de Aníbal permaneciam defronte às dele (a ausência de Nero não havia sido notada), e nenhuma palavra chegara aos exércitos oponentes sobre a grande batalha do norte.
A primeira notícia do desastre veio quando alguns cavaleiros romanos avançaram sobre as sentinelas cartaginesas e atiraram um objeto escuro em direção aos postos avançados. Quando o objeto foi entregue a Aníbal em sua tenda, ele o olhou e disse: "Vejo aí o destino de Cartago". Era a cabeça de seu irmão Asdrúbal.